# شهرستان یالوبوشا (میسیسیپی)
|  |  |  |
|  |  |  |

شهرستان یالوبوشا در شمال ایالت میسیسیپی، واقع در ایالات متحده آمریکا می‌باشد. جمعیت این شهرستان ۱۲٬۶۷۸ نفر (سال ۲۰۱۰) و وسعت آن ۱٬۲۸۲ کیلومتر مربع است. مراکز این شهرستان شهرهای واتر وَلی و کافیویل می‌باشند.